# デッド・フレンド・リクエスト
『デッド・フレンド・リクエスト』（原題：Friend Request）は、2016年のドイツのホラー映画。

## あらすじ
ローラはSNS上に800人を超す「友達」がおり、現実においても研修医の恋人がいるなど、充実した大学生活を送っていた。
あるとき、彼女はSNS上の「友達」が一人もいないマリーナからの友達リクエストを承認する。
マリーナはローラにつきまとったため、恐怖を感じたローラはSNS上の友達リストからマリーナを削除し、マリーナはショックのあまり自殺する。
その後、SNS上の「友達」が死ぬ様子を映し出した動画がローラのアカウントから投稿され、他の「友達」たちはローラから離れていく。
やがて、マリーナがローラの友達リストに復帰し、亡くなったローラの「友達」も死の直前にマリーナの友達リストに入っていたことが判明する。

## スタッフ
- 監督：サイモン・ヴァーホーヴェン
- 脚本：マシュー・バレン、フィリップ・コック、サイモン・ヴァーホーヴェン
- 製作：クイリン・ベルク、マックス・ビーデマン
- 音楽：ゲイリー・ゴー、マルティン・トートゥシャロウ
- 撮影：ヨー・ハイム
- 編集：トム・ザイル、デニス・バフター

## キャスト
※括弧内は日本語吹替。
- ローラ・ウッドソン：アリシア・デブナム・ケアリー（嶋村侑）
- タイラー・マコーミック：ウィリアム・モーズリー（峰晃弘）
- コービー：コナー・パオロ（比上孝浩）
- オリビア：ブリット・モーガン
- イザベル：ブルック・マーカム（八百屋杏）
- マリーナ・ミルズ（マリーナ・ネデファー）：リーゼル・アーラース（まつだ志緒理）
- キャロライン：スーザン・ダンフォード
- キャメロン刑事：シャショウニー・ホール
- ガス：ショーン・マークウェット